# 長弓

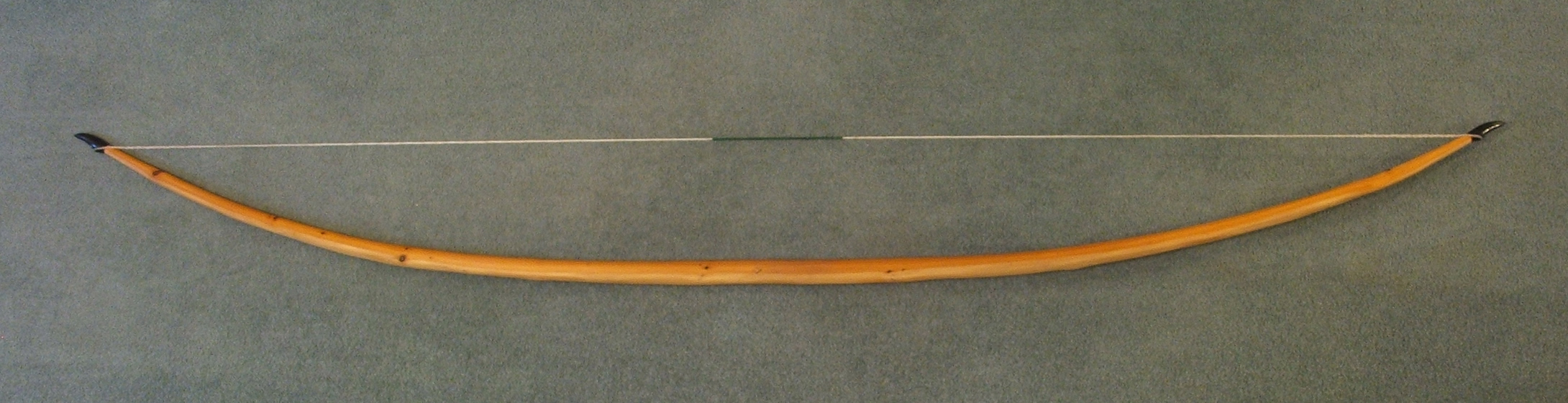
以單片紫杉木（而非合成）製造的優質英格蘭長弓，長6呎6吋（2米），弓弦拉力105磅（467牛顿）。

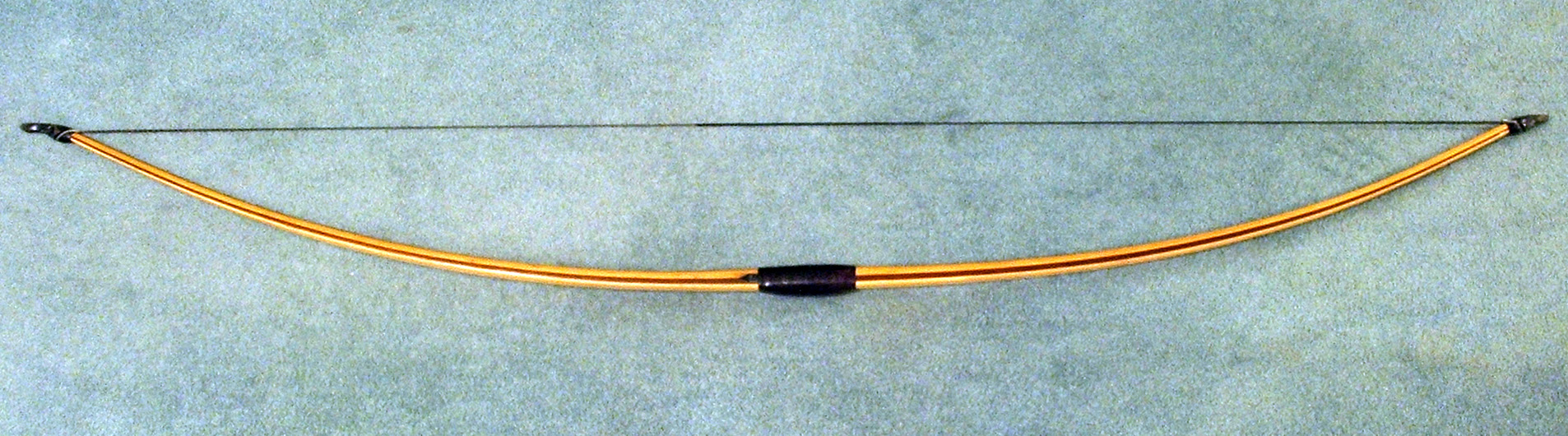
以檸檬木、紫心木及山核桃木製成的長弓，45磅28英寸/200 N

長弓，顾名思义是一種很長的弓，長度與射手的高度相若。弓臂相對較窄，其橫切面呈圓形或D字形，所以射手可把弓拉得很開。与相仿的反曲弓不同之处在于反曲弓的弓臂末端是向前彎曲的。分類上屬於長弓的武器有英式長弓、和弓，非洲、南美洲的居民與森蒂納爾人也有他們版本的長弓。
中世紀時期，標準的開弓長度為32英吋，即大概拉弦至射手的耳朵或更遠的位置。舉辦箭藝比賽的組織定義了不同級別的弓，當中很多長弓的定義均排除了一些中世紀的實例、製作材料及使用技術。根據「英國長弓學會」的定義，英格蘭長弓的弓臂厚度最少要有其闊度的8分之5，即與維多利亞時代的長弓相符，而且最闊的位置必需在握把處。這就跟中世紀的長弓不同：中世紀的長弓弓臂闊度與厚度的比為1:3至2:5。再者，維多利亞時代的長弓並不是整個弓臂都是彎曲的，但中世紀的長弓卻是。長弓曾被世界上很多不同的文明用於狩獵及戰爭之中，而中世紀的英格蘭長弓則是當中的佼佼者。